# 38e Legerkorps (Wehrmacht)
Het Duitse 38e Legerkorps (Duits: Generalkommando XXXVIII. Armeekorps) was een Duits legerkorps van de Wehrmacht tijdens de Tweede Wereldoorlog. Het korps kwam in actie tijdens de veldtocht tegen Frankrijk, werkte aan de voorbereidingen voor Operatie Seelöwe en was van begin tot einde betrokken bij de veldtocht tegen de Sovjet-Unie, altijd in de noordelijke sector van het oostfront.

## Krijgsgeschiedenis

### Oprichting
Het 38e Legerkorps werd opgericht op 27 januari 1940 in de Cambrai-Kazerne in Schwerin in Wehrkreis II.

### 1940
Van 10 tot 13 mei 1940 verplaatste het korps zich naar Braunschweig en op 14 mei naar Düsseldorf. Gedurende Fall Gelb had het korps de opdracht om de als reserve achter het front aankomende divisies, snel richting de Maas te krijgen. Deze bijzonder opdracht was ook te zien aan de zeer grote hoeveelheid divisies die op 22 mei onder bevel stonden: de 78e, 81e, 162e, 169e, 260e, 290e, 292e, 293e, 294e, 296e en 298e Infanteriedivisies en de Polizei-Divisie. Voor Fall Rot kreeg het korps wél een actieve taak toegewezen. Op 3 juni 1940 beschikte het korps over de 6e ,46e en 27e Infanteriedivisies. Als onderdeel van het 4e Leger, stak het korps de Somme over tussen Abbeville en Amiens. Het eerste deel van de opmars, van 5 tot 12 juni, voerde naar de Seine rond Les Andelys. Het vervolg voerde over Dreux naar Angers. Na afloop van de vijandelijkheden werd het korps naar Sancerre verplaatst. Op 25 juli werd het korps naar de Kanaalkust verplaatst, naar Boulogne, en in september iets zuidelijker. Het korps zou een rol gaan spelen in Operatie Seelöwe, de invasie van Engeland. Op 11 november werd het stafkwartier naar Le Touquet verplaatst. Het korps bleef langs de Kanaalkust tot vlak voor de Duitse invasie in de Sovjet-Unie, Operatie Barbarossa. Van 3 april tot 24 mei 1941 werd het korps ook uit camouflage-redenen “Festungsstab 38” genoemd.

### 1941
Op 22 juni 1941 was het korps, met onder bevel de 58e en 254e Infanteriedivisies, reserve voor het 18e Leger. Vervolgens rukte het korps op door de Baltische staten, via Šiauliai en Pskov (12 juli), langs de oostelijke oever van het Ilmenmeer naar Kingisepp (begin augustus). Daar vertraagde de opmars. Vervolgens werd in augustus en september de werkelijke aanval op Leningrad uitgevoerd, maar verder dan een omsingeling lukte het de Duitsers niet te komen. Nadat het 4e Pantserleger eind september bij Leningrad weggehaald werd voor de aanval op Moskou, legde het 18e Leger een ring om Leningrad, met het korps aan de zuidzijde van de stad. Het korps bleef daar vooreerst in stelling. Het korps nam ook niet deel aan de offensieve fase van het Duitse Tichvinoffensief, maar in november werd het korps toch naar de Volchov verplaatst. Het korps nam de flankdekking van Novgorod naar het noordoosten over van de Gruppe von Roques. Op 12 november viel het Sovjet 52e Leger aan en dreef het korps terug naar de Volchov. Op dat moment beschikte het korps over de 126e en 250e Infanteriedivisies. De hele Tichvin-saillant was echter pas op 30 december geheel door de Duitsers ontruimd.

### 1942/43

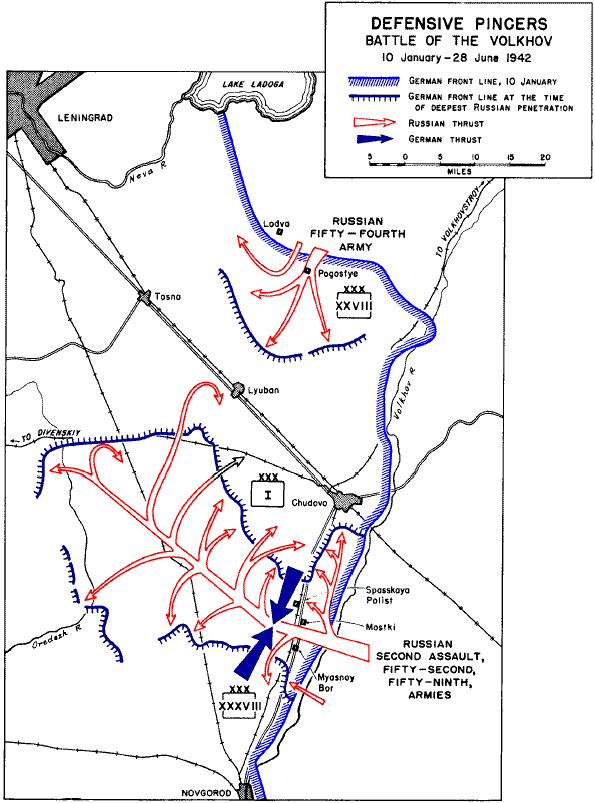
Slag om de Volchov, januari – juni 1942

Op 7 januari 1942 startten de Sovjet troepen hun Ljoeban-offensief. Het korps lag in stelling aan de Volchov. Op 17 januari werden de frontlinies doorbroken en rukten de Sovjets (het Tweede Stootroepenleger) tot eind maart op richting Ljoeban. Het korps vormde de zuidzijde van de saillant. Op 15 maart gingen de Duitsers tot het tegenoffensief over en sneden de Sovjets af aan de Volchov. Het omsingelde Tweede Stootroepenleger vocht nog tot eind juni door, maar was toen vernietigend verslagen. Het korps nam zijn deel van de Volchov-linie weer in en bleef min-of-meer in dezelfde posities gedurende de rest van het jaar en ook gedurende geheel 1943. Van augustus tot oktober 1942 beschikte het korps over de 20e Infanteriedivisie (mot.) en de 212e Infanteriedivisie. In januari 1943 waren het de 81e en 212e Infanteriedivisies plus de 1e Luftwaffen-Felddivisie en in augustus – september 1943 waren de 217e Infanteriedivisie, de 1e Luftwaffen-Felddivisie plus de 2e Letse SS-Vrijwilligersbrigade onder bevel.

### 1944/45
Op 14 januari 1944 startten de Sovjet troepen hun Leningrad-Novgorod offensief. Het korps (met onder bevel de 28e Jägerdivisie, de 1e Luftwaffen-Felddivisie plus de 2e Letse SS-Vrijwilligersbrigade) werd rondom Novgorod aangevallen, maar pas op 20 januari werd Novgorod door de Sovjets ingenomen. Dit was pas nadat de Sovjet via het ijs van het Ilmenmeer een flankerende operatie hadden uitgevoerd. In de vervolg-operatie, het Novgorod-Loega offensief, moest het korps echt terugtrekken richting -Loega. Daar was het korps begin februari. Loega werd op 12 februari ontruimd. Het korps trok in deze algehele terugtocht, terug naar het gebied rond Ostrov. Hier, in de “Panther”-linie konden de Duitsers zich weer staande houden vanaf 1 maart. Het front kwam hier voor enkele maanden tot stilstand. Pas op 17 juli begon het nieuwe Sovjet offensief tegenover het korps. Binnen twee dagen werd de Duitse verdediging ten zuiden van Ostrov doorbroken: de 21e Luftwaffen-Felddivisie werd die dagen weggevaagd. De Sovjets stootten 40 km diep door en op 21 juli moest Ostrov door het korps ontruimd worden om omsingeling te voorkomen. De volgende twee maanden volgde een voortdurende terugtocht naar het westen, via Smiltene (1 september) naar Riga. Op 1 oktober vormde het 18e Leger een halfcirkelvormige verdedigende ring om Riga met het korps aan de noordzijde met flank aan de kust (Golf van Riga). Vervolgens werd ook het bruggenhoofd Riga ontruimd. Op 5 oktober trok het korps terug over de Westelijke Dvina en de Koerland-pocket in. Dit was het begin van de Slag om Koerland. Het korps nam stellingen in ten zuiden van Saldus (Duits: Frauenburg). De Eerste Slag om Koerland had geen invloed op het korps en ook de Tweede Slag om Koerland leek eerst zonder het korps te kunnen, maar op 1 november werd het korps vol aangevallen. Het korps kon verschillende aanvallen afweren tussen het Lielaucemeer en het Zebresmeer, moest zich langzaam een stukje terugtrekken en kon toen het offensief stoppen. Na een korte hergroepering vielen 15 Sovjet Fuseliersdivisies het korps op 22 november aan. Maar na drie dagen stopten de aanvallen na grote verliezen en geen terreinwinst. Ook in de Derde Slag om Koerland moest het korps superieure aanvallen ondergaan. Van 21 tot 23 december vielen meerdere Sovjet legers aan, maar konden niet doorbreken, onder ander door tegenaanvallen van de 12e Pantserdivisie. Weer kwam het front tijdelijk tot rust.

Het 38e Legerkorps werd 8 januari 1945 in Koerland bij Frauenburg omgedoopt in 38e Pantserkorps.

## Bovenliggende bevelslagen
| Leger                   | Legergroep        | Plaats/regio                      | Begin             | Eind              |
| ----------------------- | ----------------- | --------------------------------- | ----------------- | ----------------- |
| stellv. Gen.Kdo. II. AK | --                | Schwerin                          | 27 januari 1940   | 16 mei 1940       |
| direct onder bevel      | Heeresgruppe A    | Düsseldorf                        | 16 mei 1940       | 17 mei 1940       |
| 12. Armee               | Heeresgruppe A    | België                            | 17 mei 1940       | 19 mei 1940       |
| 2. Armee                | Heeresgruppe A    | België                            | 19 mei 1940       | 25 mei 1940       |
| 4. Armee                | Heeresgruppe B    | Somme, Loire                      | 25 mei 1940       | 8 juli 1940       |
| 2. Armee                | Heeresgruppe B    | Sancerre                          | 8 juli 1940       | 25 juli 1940      |
| 16. Armee               | Heeresgruppe A    | Kanaalkust                        | 25 juli 1940      | 2 september 1940  |
| 9. Armee                | Heeresgruppe A    | Kanaalkust                        | 2 september 1940  | mei 1941          |
| 15. Armee               | Heeresgruppe D    | Kanaalkust                        | mei 1941          | juni 1941         |
| 18. Armee               | Heeresgruppe Nord | Letland                           | juni 1941         | midden juli 1941  |
| Panzergruppe 4          | Heeresgruppe Nord | Loega, Narva                      | midden juli 1941  | 18 augustus 1941  |
| 18. Armee               | Heeresgruppe Nord | Leningrad, Oranienbaum            | 18 augustus 1941  | 14 november 1941  |
| 16. Armee               | Heeresgruppe Nord | Volchov                           | 14 november 1941  | 23 februari 1942  |
| 18. Armee               | Heeresgruppe Nord | Volchov                           | 23 februari 1942  | augustus 1943     |
| 16. Armee               | Heeresgruppe Nord | Volchov                           | augustus 1943     | oktober 1943      |
| 18. Armee               | Heeresgruppe Nord | Volchov, Ilmenmeer, Loega, Ostrov | oktober 1943      | 25 september 1944 |
| Armee-Abteilung Grasser | Heeresgruppe Nord | Riga, Koerland                    | 25 september 1944 | 29 oktober 1944   |
| Armee-Abteilung Kleffel | Heeresgruppe Nord | Koerland                          | 29 oktober 1944   | 6 november 1944   |
| 16. Armee               | Heeresgruppe Nord | Koerland                          | 6 november 1944   | 8 januari 1945    |

## Commandanten

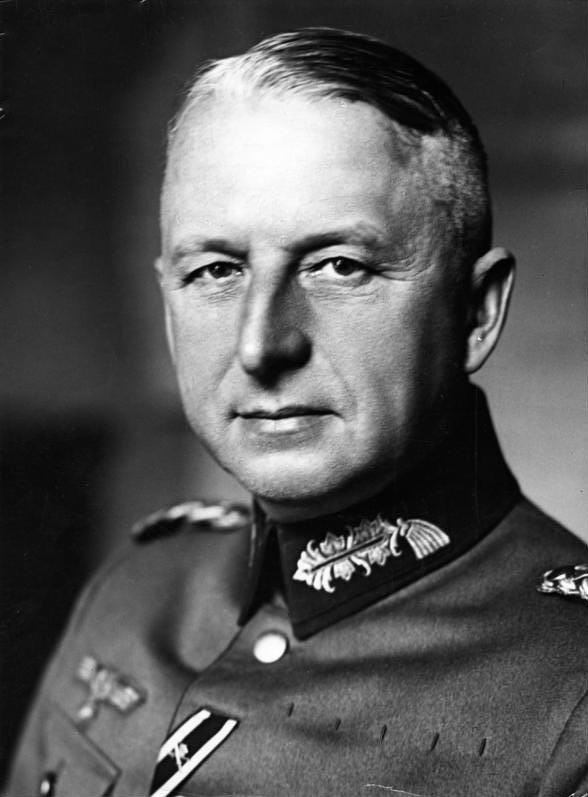
Generalmajor Erich von Manstein in 1938

| Rang                                                        | Naam                           | Begin           | Eind           |
| ----------------------------------------------------------- | ------------------------------ | --------------- | -------------- |
| Generalleutnant General der Infanterie (vanaf 1 juni 1940)  | Erich von Manstein             | 27 januari 1940 | 15 maart 1941  |
| Generalleutnant General der Infanterie (vanaf 1 april 1941) | Friedrich-Wilhelm von Chappuis | 15 maart 1941   | 23 april 1942  |
| General der Infanterie                                      | Siegfried Hänicke              | 23 april 1942   | 29 juni 1942   |
| General der Artillerie                                      | Kurt Herzog                    | 29 juni 1942    | 8 januari 1945 |